# Hibbertia solanifolia
Hibbertia solanifolia är en tvåhjärtbladig växtart som beskrevs av Toelken. Hibbertia solanifolia ingår i släktet Hibbertia och familjen Dilleniaceae. Inga underarter finns listade i Catalogue of Life.